# Herodor d'Heraclea
Herodor d'Heraclea (grec antic: Ἡρόδωρος ὁ Ποντικός o Ἡρακλεώτης, llatí: Herodorus) fou un mitògraf grec que va viure en temps d'Hecateu de Milet i Ferecides de Siros, cap al 400 aC. Va tenir un fill de nom Brisó, sofista.
Va escriure una obra sobre mitologia i culte d'Hèracles amb moltes informacions geogràfiques i històriques i d'extensió notable, atès que, pel cap baix, tenia 17 llibres. Entre les referències que s'han conservat hi ha la dels macrons, un poble del Pont. D'Herodor s'esmenten també les obres Οἰδιποῦς (Èdip), Πελοπεία (Pelopea), i Ὀλυμπία (Olímpia), però podrien ser parts de l'obra sobre Hèracles.
D'altra banda, hi ha diverses notícies sobre altres personatges de nom Herodor que els estudiosos han considerat la possibilitat que es tracti del mateix personatge. Així doncs, els escolis a les Argonàutiques d'Apol·loni de Rodes esmenten tot sovint l'obra d'un Herodor que podria ser el mateix personatge. D'altra banda, Eustaci de Tessalònica cita en diverses ocasions un Herodor com a autor d'unes notícies sobre Homer. Finalment, Foci cita una notícia d'Olimpiodor de Tebes sobre un Herodor que escrigué sobre Orfeu i Museu. Smith considera (1849-1867) que dels escolis a les Argonàutiques d'Apol·loni de Rodes es desprèn que Herodor d'Heraclea fou l'autor d'unes altres Argonàutiques, que hauria estat una obra sobre la ciutat d'Heraclea i que hauria estat escrita en vers; que és un personatge diferent de l'Herodor que escrigué sobre Orfeu i Museu, i que aquest segon autor podria ser el mateix que esmenta Eustaci, i que, en aquest cas, visqué el segle i dC perquè Eustaci el cita juntament amb Apió, que és d'aquesta època. Gudeman, en canvi, descarta (1912) que les Argonàutiques fossin escrites en vers, però reconeix que és molt difícil destriar si es tracta d'un mateix personatge o no i evita posicionar-se. Graf, en canvi, considera (2006) que totes les notícies fan referència a un mateix personatge, i que tota la seva obra hauria estat formada per monografies en prosa sobre temes mitològics.